# Salsomaggiore Terme
Salsomaggiore Terme est une commune italienne de la province de Parme, dans la région Émilie-Romagne.

## Géographie
La ville est située sur les collines des Apennins de Parme, au confluent des ruisseaux Citronia et Ghiara.

## Politique et administration

### Hameaux
Ceriati, Contignaco-Cella, Costa, Costamarenga, Fornacchia, Gorzano, I Passeri, Longone-Colombaia, Pie' di Via, Rossi, Salsominore, San Vittore, Scipione Castello (it), Scipione Ponte, Tabiano Bagni, Tabiano Castello, Tosini, Vascelli.

### Communes limitrophes
Alseno, Fidenza, Medesano, Pellegrino Parmense, Vernasca.

### Jumelages
- Hammam Lif (Tunisie) depuis 1966 ;
- Luxeuil-les-Bains (France) depuis 1961.

## Population et société

### Manifestations culturelles et festivités
Chaque année, début avril, la ville héberge le championnat du monde de pizza.

## Culture locale et patrimoine

### Lieux et monuments
- Thermes Berzieri.